# Xosé María Díaz Castro
Xosé María Díaz Castro (Guitiriz, Lugo; 1914 - Lugo; 1990) fue un traductor y escritor español en lengua gallega.
Ingresó en el año 1929 en el Seminario Santa Catalina de Mondoñedo, aunque no se ordenó, y fue profesor en Madrid, donde se trasladó en el año 1948. Debido a sus conocimientos de catorce idiomas trabajó como traductor en el Instituto de Estudios Hispánicos y en el Ministerio de Interior. Fue autor de una única obra, el poemario Nimbos (1961), que influyó en los poetas en lengua gallega posteriores, por su perfección y por su preocupación por Galicia y los problemas básicos del ser humano, la vida, la muerte y el tiempo.
Díaz Castro suele ser encuadrado dentro de la Generación de 1936 al lado de poetas como Ricardo Carvalho Calero, Celso Emilio Ferreiro y Aquilino Iglesia Alvariño. En su obra se muestra una reflexión sobre el destino humano a través de la preocupación existencial y religiosa y de comunión con la naturaleza.
En uno de sus poemas más conocidos, «Penélope», reflexiona sobre una Galicia que permanece dormida, no despreciando, sin embargo, la esperanza para su tierra.
El 21 de junio de 2013 la Real Academia Gallega acordó dedicarle el Día de las Letras Gallegas del año 2014.